# موتور 17 شهريور (أرزوئية)
موتور 17 شهریور (بالإنجليزية: Mowtowr-e 17 Shahrivar)‏ هي منطقة سكنية تقع في إيران في Arzuiyeh Rural District. يقدر عدد سكانها بـ 87 نسمة .